# Bostrychopsebium transvaalense
Bostrychopsebium transvaalense är en skalbaggsart som beskrevs av Reé Michel Quentin och Jean François Villiers 1971. Bostrychopsebium transvaalense ingår i släktet Bostrychopsebium och familjen långhorningar. Inga underarter finns listade i Catalogue of Life.